# آق‌قزه
آق‌قزه جماعت و شهرکی در جنوب غربی کشور تاجیکستان است که در ناحیهٔ وخش ولایت ختلان قرار دارد. جمعیت این جماعت ۲۳۸۴۵ است.